# Lady Madonna
«Lady Madonna» (с англ. — «Леди Мадонна») — песня английской рок-группы The Beatles, написанная Полом Маккартни и Джоном Ленноном. В марте 1968 песня была выпущена синглом, на обратной стороне которого была помещена песня «The Inner Light». Песня была записана 3 и 6 февраля 1968 года до отъезда «Битлз» в Индию. Сингл стал последним записанным проектом на студии Parlophone в Великобритании, где он занял первую позицию в чартах, и на Capitol Records в США, где он достиг четвёртого места. Все последующие релизы, начиная с «Hey Jude», в августе 1968 года были выпущены группой на её собственном лейбле — Apple Records, с дистрибуцией EMI, до конца 1970-х годов, когда Capitol Records и Parlophone переиздавали старый материал.

## Текст и музыка
Пол Маккартни написал текст, который рассказывает о матери, перегруженной работой и сталкивающейся каждый день с новыми трудностями (Маккартни позднее изумлялся: «Как это у них получается?!»). В тексте перечислены дни недели, но пропущена суббота, по этому поводу Маккартни в интервью 1992 года пошутил, что женщина, уставшая за предыдущие шесть дней, по-видимому, провела субботний вечер вне дома и хорошо повеселилась.
Вдохновителем игры на пианино в этой песне стал известный рок-блюзовый пианист 1950-х годов Фэтс Домино. Маккартни вспоминал в 1994 году: «Я сидел за пианино, пытаясь написать блюзовую-буги вещь… Это напомнило мне Фэтса Домино, и я начал петь, подражая ему. Мой голос стал каким-то странным». Домино сам перепел песню в 1968 году, и она стала одним из его хитов.
Другим источником вдохновения Маккартни назвал голубей валлийского орнитолога Тома Морриса, у которого группа провела неделю в гостях в ноябре 1967 года. Музыкант утверждал, что ключевой рифф к песне ему помогли сочинить эти птицы.

## Соло на саксофоне
Соло на тенор-саксофоне сыграл британский джазовый музыкант и хозяин клуба Ронни Скотт. В сингле большая часть игры Ронни была вырезана, но в версии с альбома Anthology 2 и Love в конце песни присутствует более длинное соло музыканта. В документальном фильме Би-Би-Си Timewatch Маккартни объясняет своё решение тем, что Скотту не понравилось, что его партия не прослушивалась из-за наложенной вокальной партии, поэтому Маккартни исправил это в последнем миксе.

## Другие версии
Изменённую версию этой песни можно услышать на DVD Chaos and Creation at Abbey Road. Маккартни называет её «An Old Lady in New Clothes» (с англ. — «Старая леди в новом платье»). Маккартни часто исполнял её на различных концертных турах. Как результат эта версия присутствует на альбомах Wings over America, Paul Is Live, двух концертных альбомах 2002 года — Back in the U.S. (выпущен в Северной Америке) и Back in the World (выпущен в других странах).
«Леди Мадонна» регулярно присутствовала на всех сборных альбомах группы, выпущенных Apple Records.
- Hey Jude, 1970
- The Beatles 1967–1970, 1973
- 20 Greatest Hits, 1982
- Past Masters, Volume Two, 1988
- Anthology 2, 1996 (дубли 3 и 4)
- 1, 2000
- Love, 2006

## Версия альбомаLove
Ремикшированная версия этой песни прозвучала в представлении «Love» Цирка Дю Солей. В этом варианте соло на саксофоне присутствует в самом начале песни, практически без аккомпанемента. В начале микса слышится барабанное вступление к «Why Don’t We Do It in the Road?» и вокальный фон из Ob-La-Di, Ob-La-Da, а после первых двух куплетов микс плавно переходит в рифф из «Hey Bulldog» в ля миноре вместе с ремикшированной версией органного соло Билли Престона из «I Want You (She’s So Heavy)» и частями гитарного соло Эрика Клэптона из «While My Guitar Gently Weeps». Затем песня переходит в оригинальную версию и в самом конце играет соло Ронни Скотта на саксофоне, выброшенное из оригинальной версии.

## Проморолики
Для песни были сняты два проморолика. Они были сняты 11 февраля 1968 года в Abbey Road Studio, и распространялись NEMS Enterprises в США и Великобритании.
Кадры воспроизводили записи Beatles в студии. В то время они работали над песней Hey Bulldog. В 1999 году материалы были отредактированы компанией Apple для создания нового промосайта для этой композиции.
Сокращенный фильм о The Beatles Anthology включает в себя не только кадры «Hey Bulldog» сессии, а также сессии, когда примерно через пять месяцев группа репетировала песню «Hey Jude» во время сессии к «White Album». Видимые различия в освещении, одежде и растительности на лице указывает на время между съемками. Некоторые кадры сессии Маккартни с Силлой Блэк для песни «Step Inside Love» были также включены в ролик.

## Участники
- Пол Маккартни — вокал, пианино, бас, хлопки
- Джон Леннон — бэк-вокал, соло-гитара, хлопки
- Джордж Харрисон — бэк-вокал, вокал, соло-гитара, хлопки
- Ринго Старр — ударные, хлопки
- Ронни Скотт — тенор-саксофон
- Билл Пови — тенор-саксофон
- Гарри Клейн — баритон-саксофон
- Билл Джекмен — баритон-саксофон
- Джордж Мартин — продюсер
- Кен Скотт — звукоинженер
- Джефф Эмерик — звукоинженер

## Кавер-версии
- В 1968 году песню перепел Фэтс Домино.
- В 1971 году кавер-версия этой песни была спета Элвисом Пресли.
- В 1993 года версия песни в исполнении Ареты Франклин была использована в качестве главной темы ситкома «Грейс в огне».